# Morti nel 1384
| Questa pagina contiene informazioni ricavate automaticamente dalle voci biografiche con l'ausilio del template Bio e di un bot. L'aggiornamento è periodico e automatico e ricostruisce completamente la pagina. Se manca una persona in questa lista, sei pregato di non aggiungerla, ma accertati piuttosto che la sua voce biografica contenga il template Bio e che i dati anagrafici siano correttamente compilati. Se il template Bio manca, inseriscilo tu stesso o, in alternativa, metti l'avviso {{tmp\|Bio}} che ne segnala la mancanza. Se i dati riportati sono sbagliati, correggi direttamente la voce biografica; le modifiche saranno visibili in questa lista entro pochi giorni. Per chiarimenti vedi il progetto biografie. La lista contiene solo le 29 persone che sono citate nell'enciclopedia e per le quali è stato implementato correttamente il template Bio. Pagina aggiornata al 2 mar 2025. |

- 30 gennaio - Luigi II di Fiandra, conte (n. 1330)
- 29 febbraio - Hugues de Montrelais, cardinale e vescovo cattolico francese
- 26 maggio - Giovanni II d'Armagnac, nobile francese
- 7 giugno - Simon de Langres, vescovo cattolico francese
- 14 giugno - Leonardo Montaldo, doge (n. 1319)
- 18 giugno - Regina della Scala, sovrana italiana (n. 1331)
- 6 agosto - Francesco I Gattilusio, nobile italiano
- 6 agosto - Irene Paleologa, nobile bizantina
- 20 agosto - Geert Groote, olandese (n. 1340)
- 1º settembre - Magnus I di Meclemburgo-Schwerin, duca tedesco (n. 1345)
- 10 settembre - Giovanna di Penthièvre, nobile francese (n. 1319)
- 20 settembre - Luigi I d'Angiò, principe francese (n. 1339)
- 21 settembre - Matilde di Gheldria, duchessa (n. 1325)
- 4 ottobre - Luca Bertini, vescovo cattolico italiano
- 23 dicembre - Tommaso Preljubović, nobile serbo
- 31 dicembre - John Wyclif, teologo britannico
- Demetrio I Cantacuzeno, funzionario bizantino
- Giacomo Cavalli, militare e politico italiano
- Cecilia di Comminges, nobildonna francese
- William Douglas, I conte di Douglas, nobile scozzese
- Francesco d'Este, condottiero italiano (n. 1325)
- Giovanni di Fordun, storico e presbitero scozzese
- Joan Holland, nobile inglese (n. 1350)
- Wilhelm Horborch, giurista tedesco
- Kanami, attore teatrale e musicista giapponese (n. 1333)
- Pietro Piccolo da Monteforte, giurista e umanista italiano
- Marsiglio I Pio, politico italiano
- Clemente Secenari, vescovo cattolico italiano
- Rodolfo II da Varano, condottiero italiano